# Castello Baraing
Il castello Baraing (pron. fr. AFI: [baʁɛ̃]) è uno dei castelli della Valle d'Aosta, situato nel comune di Pont-Saint-Martin.

## Storia
Il castello Baraing venne fatto costruire dal dottore e filantropo locale Pierre-Annibal Baraing dopo il suo matrimonio con Delfina Bianco. Esso è frutto dello stile ottocentesco tipicamente neogotico e si articola su una costruzione a quadrilatero iniziata e terminata nel 1894, poco prima della morte del proprietario. Esso, simbolicamente, voleva porsi come erede del vecchio castello di Pont-Saint-Martin che si trovava nella parte alta del paese, ma con un ideale più nobile di vicinanza al popolo per cui il dottor Baraing si era prodigato per tutta la vita.
La moglie mantenne la proprietà sino al 1931 quando il castello venne donato al comune di Pont-Saint-Martin, che ne fece la sede del municipio che ivi rimase sino alla fine della seconda guerra mondiale. Successivamente, la struttura ospitò l'Avviamento Professionale Regionale e dopo anni di abbandono è stato restaurato ed attualmente è sede dell'Unité des Communes valdôtaines Mont-Rose.

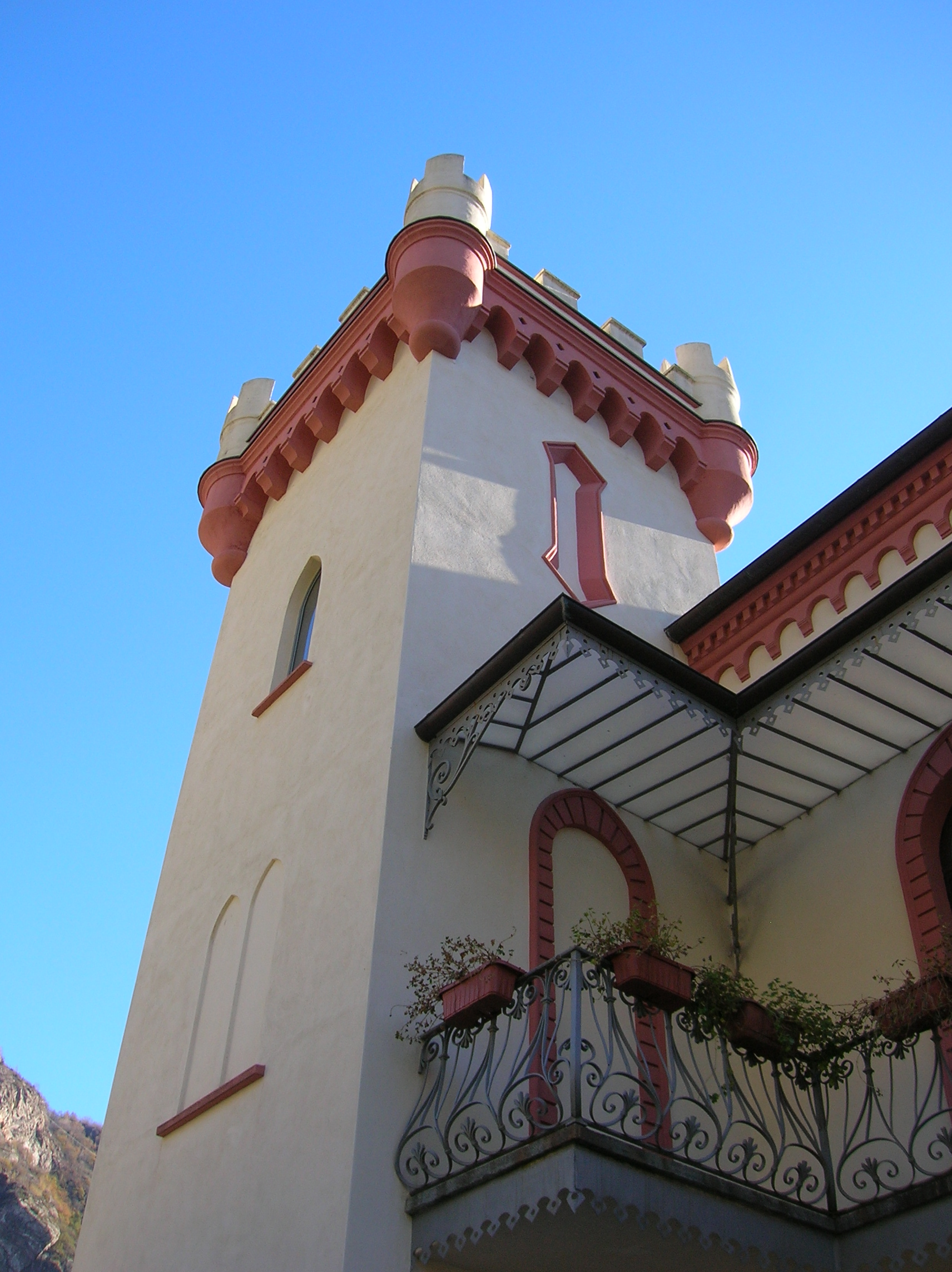
Dettaglio della torretta sinistra della facciata
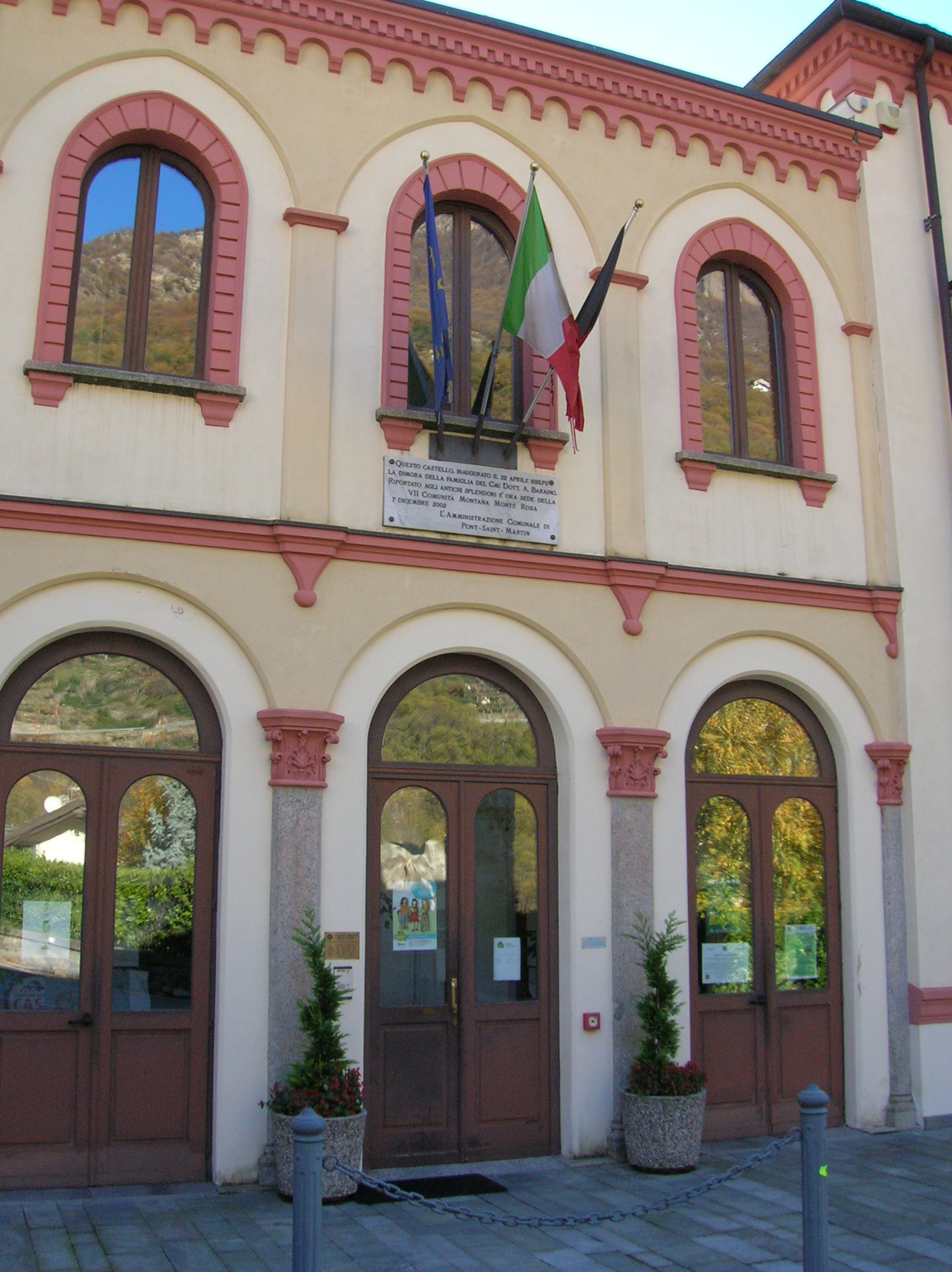
L'ingresso alla sede dell'Unité des Communes valdôtaines Mont-Rose
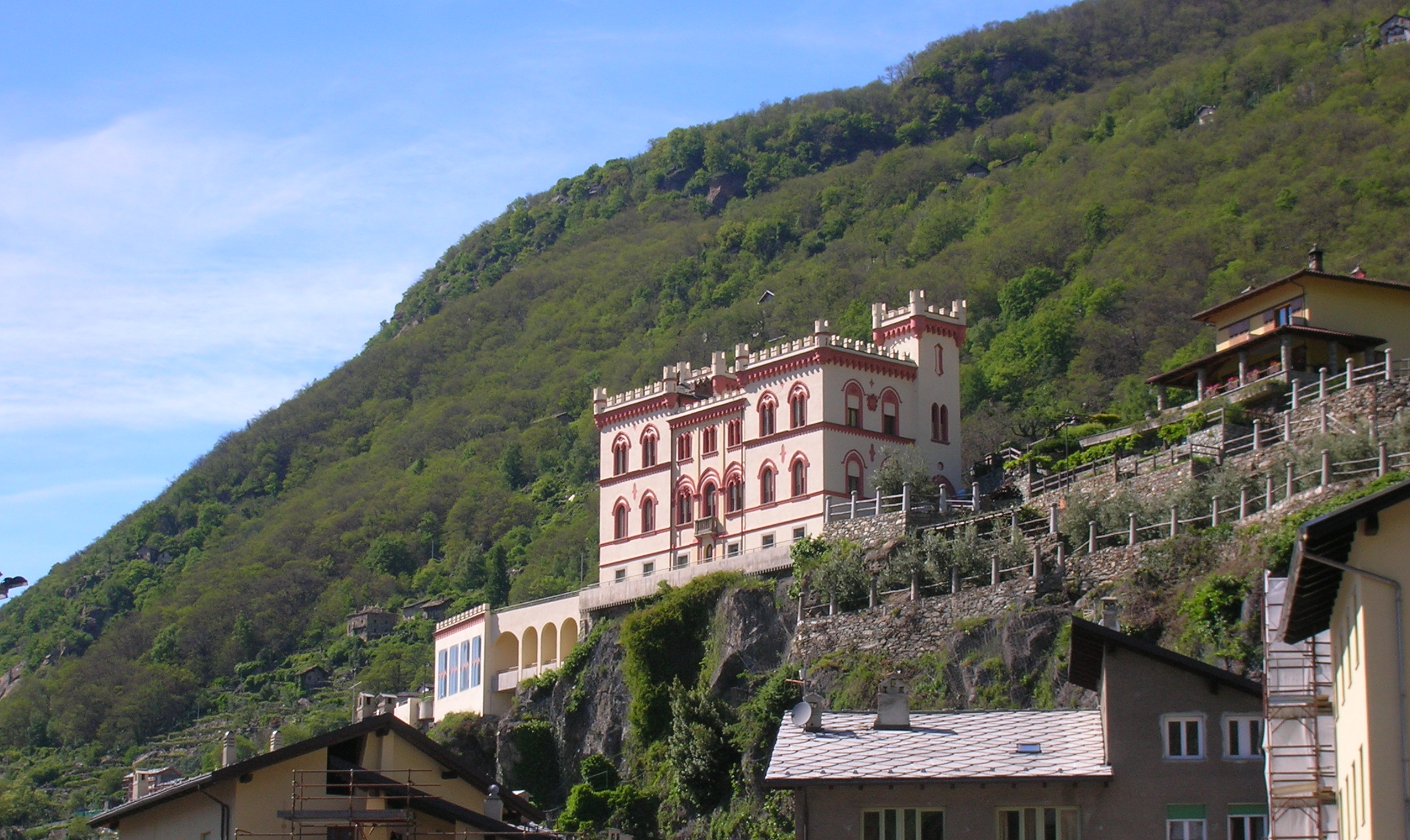
Panorama da valle del castello